# Mycomya pura
Mycomya pura är en tvåvingeart som beskrevs av Vaisanen 1984. Mycomya pura ingår i släktet Mycomya och familjen svampmyggor.
Artens utbredningsområde är New York. Inga underarter finns listade i Catalogue of Life.